# Prinerigone vagans arabica
Prinerigone vagans là một loài nhện trong họ Linyphiidae.
Loài này thuộc chi Prinerigone. Prinerigone vagans arabica được Rudy Jocqué miêu tả năm 1981.